# Marcia Mitzman Gaven
Marcia Mitzman Gaven (* 28. Februar 1959 in New York City, New York) ist eine US-amerikanische Schauspielerin und Synchronsprecherin.

## Leben
Gaven arbeitete als Synchronsprecherin bei The Pink Panther (1993), einer neuaufgelegten Zeichentrickserie von MGM. Zwischen 1999 und 2002 war sie als Ersatzsprecherin für Maggie Roswell in Die Simpsons tätig. Nachdem Roswell wieder zur Serie zurückgekehrt war, stieg Gaven aus der Serie aus. Gaven sprach unter anderen, eine Rolle in dem Computerspiel Leisure Suit Larry 6: Shape Up or Slip Out! und der Fernsehserie Red Planet. In Small Soldiers sprach sie den Globotech Announcer.
Neben ihrer Arbeit als Synchronsprecherin spielte sie in einigen Fernsehserien, wie Reich und schön oder Beverly Hills, 90210.
Gaven wurde 1993, als beste Darstellerin, für die Rolle der Mrs. Walke, in The Who's Tommy, the Amazing Journey, für den Tony Award nominiert.
Seit Juni 1996 ist sie mit dem Filmeditor Seth Gaven verheiratet und hat mit ihm zwei Kinder.

## Filmografie

### Filme
- 1990: Fegefeuer der Eitelkeiten (The Bonfire of the Vanities)
- 2002: Moonlight Mile

### Gastauftritte
- 1994: Ellen, in Folge 2.07
- 1996: Ein Witzbold namens Carey, in Folge 1.16
- 1997: Babylon 5, in Folge 4.15
- 1997: Echt super, Mr. Cooper, in Folge 5.01
- 1998: Frasier, in Folge 5.23
- 1998: Beverly Hills, 90210, in Folge 9.04
- 2004: Reich und schön

### Synchronarbeit
- 1993: Der rosarote Panther
- 1993: Leisure Suit Larry 6: Reiß’ auf oder schieb ab!
- 1994: Red Planet
- 1994: Aaahh!!! Monster, in Folge 1.07
- 1998: Small Soldiers
- 1999–2002: Die Simpsons